# Sanskrit-Dichtung
Die Sanskrit-Dichtung umfasst neben den in Sanskrit verfassten religiösen Werken Indiens wie den Veden und Upanishaden eine Fülle an Kunst- und Versdichtung.
Im Folgenden wird die schriftlich überlieferte Tradition der hinduistisch geprägten Sanskrit-Dichtung (Beginn: ca. 500 v. Chr.) in Indien dargestellt, welche selbst über die muslimische Mogulherrschaft und die Kolonialisierung durch England (18./19. Jh.) hinaus Bestand hatte. Der Artikel ist chronologisch gegliedert. Jeder Abschnitt reißt zunächst den historischen Kontext an, nennt dann wichtige Autoren und Werke und beschreibt schließlich Besonderheiten und Stilmittel.

## Anfänge: Die epische Phase
Mit dem Ende der vedischen Literatur beginnt im 1. Jahrtausend v. Chr. die Epoche der epischen Dichtung. Der oft thematisierte Krieg lässt darauf schließen, dass die Werke im gesellschaftlichen Umfeld der Kriegerkaste (Kshatriyas) entstanden sind. Indien befindet sich in einer Zeit des Umbruchs, neue philosophische Strömungen entfalten sich und der frühe Hinduismus löst die alte vedische Religion (siehe Rigveda) ab.
Die großen Epen dieser Zeit sind das Ramayana und das Mahabharata. Beide Werke zeigen Ansätze dichterischer Kunst, sind also Vorläufer der späteren Kavya-Tradition.
Im Aufbau und der Wahl der Stilmittel ist das Ramayana ein wenig kunstvoller gestaltet als das Mahabharata. Die im Gegensatz zur späteren Kunstdichtung noch relativ einfache Sprache spiegelt eindeutig die anfänglich mündliche Überlieferungstradition der Texte wider. Hinweise darauf geben auch das häufig gebrauchte Präsens, der Gebrauch des Shloka (ein leichtes, einprägsames Versmaß) sowie die ständigen Wiederholungen manchmal ganzer Strophen. Auch Stilmittel wie Metaphern und Vergleiche nutzt man schon, allerdings nicht mit solcher Perfektion wie in späteren Zeiten. Komposita sind noch recht kurz, weniger verschachtelt und dadurch auch leichter verständlich.
Typisch für das epische Sanskrit ist die häufige Verwendung finiter Verbformen, während spätere Dichter eher komplexe Partizipkonstruktionen bevorzugen. Durch all diese Mittel sind die epischen Verse einprägsam und erleichtern die mündliche Weitergabe.
Die folgenden Verse aus dem dritten Buch des Mahabharata schildern das Zusammentreffen von Arjuna, einem der Haupthelden des Epos, mit dem Gott Shiva, der sich als Bergbewohner vom Volk der Kiratas getarnt hat. Arjuna will von Shiva Waffen für den bevorstehenden großen Krieg erhalten, muss dafür aber zuerst seine Kräfte mit ihm messen (MBh 3.40.26-28):
"Da ließ Arjuna einen Pfeilregen auf den Kirata niederprasseln.
Mit ruhigem Gemüt fing Shiva den ab.
Als er ihn in kürzester Zeit abgewehrt hatte,
stand er da mit unverletztem Körper wie ein unbeweglicher Berg.
Als Arjuna merkte, dass sein Regen von Pfeilen keine Wirkung zeigte,
wunderte er sich gewaltig und sagte sich 'Nun gut!'".
Die Passage zeigt einige der wichtigsten Stilmittel epischer Dichtung:
- Stereotype Vergleiche (Pfeilregen, Berg) aus den Bereichen Natur und Krieg.
- Einfacher Satzbau mit vielen flektierten Verben.
- Im Original wird das typisch epische Metrum des Shlokas benutzt.

## Der Höhepunkt der Kunstdichtung
In der Periode des Gupta-Reiches liegt die Blütezeit (ca. 350 bis 550) der klassischen Sanskrit-Dichtung. Ein wichtiges Stichwort ist die 'Panegyrik', eine Dichtform, die Könige preist. Sie verbreitet sich über Indien, indem die Dichter von Hof zu Hof ziehen, um ihre Dichtung vorzutragen. Das heute sogenannte 'klassische' Sanskrit entwickelt sich in dieser Zeit zur Literatursprache.
Gleichzeitig verfeinern sich die Mittel der Kunstdichtung (kavya) immer weiter. Die kunstvolle Ausgestaltung der Form rückt in den Vordergrund, während für den Inhalt oft auf bekannte Themen, v. a. aus den Epen zurückgegriffen wird. Die Bedeutung der Form wird eindrucksvoll durch die Alamkarashastras (alamkara – 'Schmuck', 'Schmuckmittel'), die Lehrbücher der Dichtkunst, vermittelt. Die Dichtkunst ist nun eine eigene Wissenschaft. Stilmittel der semantischen Ebene sind Metaphern, Wortspiele und kunstvolle Beschreibungen. Als Wortfiguren werden Alliterationen, später auch Reime und die Verwendung selten gebrauchter Ausdrücke eingesetzt. Infinite Verbformen beginnen, die finiten Verben zu verdrängen, und Komposita werden länger und inhaltlich komplizierter. Einer der wichtigsten Theoretiker der Dichtkunst ist Dandin. Er schreibt gegen Ende des 7. Jahrhunderts den 'Kavyadarsha', der bis heute als Regelwerk der Poetik gilt.
Ein bedeutender Lyriker zur Zeit des Gupta-Reiches ist Kalidasa. Neben Epen und Dramen verfasst er auch das berühmte Werk 'Meghaduta', eine längere Dichtung mit kunstvoll gestalteten Einzelstrophen. Ungefähr zeitgleich zu Kalidasa lebt Amaru. Er ist einer der bekanntesten Vertreter der sogenannten 'muktakas' (Miniatur-Stanzen). Sie spiegeln den typisch weltzugewandten Charakter der damaligen Zeit wider. Seine berühmteste Verssammlung nennt sich 'Amarusataka' und ist ein Werk der Liebeslyrik. Andere bekannte Dichter erscheinen erst später in der Epoche des Kaisers Harsha (606 – 647). Zu ihnen gehört der Spruchdichter Bhartrihari, dessen Werke die Liebe, die Politik bzw. Lebensweisheiten und die Entsagung thematisieren.
Wahrscheinlich etwas früher als Kalidasa lebte Bharavi, dessen Kunstepos Kiratarjuniya bis heute zu den eindrucksvollsten Werken der indischen Dichtung gezählt wird. Das Werk ist eine kunstvolle Nacherzählung des Kampfs zwischen Arjuna und Shiva (s. o.). Der folgende Ausschnitt aus dem dritten Kapitel entstammt der Klage einer Frau, der Arjuna nicht zu Hilfe geeilt ist, als sie in aller Öffentlichkeit von dem Bösewicht Duhshasana an den Haaren gezogen wurde (eingeklammert sind Ergänzungen, die den Text verständlich machen sollen):
"Unerträglich hast du dich verändert durch den Verlust an Selbstachtung wie ein Elefant durch den Verlust seiner Zähne,
dein strahlender Glanz, unterworfen der Qual durch die Feinde, wirkt wie ein Tagesanbruch, der von Wolken verhangen ist.
(...)
Du, dessen gewaltige Kraft durch meine Haare, die beim Ziehen durch Duhshasana mit Staub überdeckt wurden, die schutzlos nur noch das Glück als Helfer hatten,
zunichte gemacht wurde - bist du derselbe Arjuna (den ich früher als mutigen Krieger kannte)?
Derjenige ist ein Krieger, der die Guten schützen kann - (wie eine Waffe nur dann) ein Bogen (ist), wenn sie ihren Zweck erfüllen kann.
Wenn man die beiden (Titel) führt, ohne sie mit Inhalt zu füllen, beraubt man sie ihrer grammatikalischen Korrektheit."
Selbst in der Übersetzung ist bemerkbar, dass die Sprache im Vergleich zur epischen Stufe sehr viel komplexer ist, obwohl der Dichter sich in der Gestaltung seines Stoffs recht eng an die Vorlage aus dem schlichteren Mahabharata hält. Bharavi wird als erster Dichter angesehen, der in seinen Werken konsequent die Regeln des alamkarashastras anwendet. Die Neigung zu sprachlicher Genauigkeit und die Beschäftigung mit grammatikalischen Phänomenen des Sanskrits machen sich z. B. in der letzten Zeile bemerkbar, die für den westlichen Leser weit hergeholt erscheint, sich aber gut aus dem wissenschaftlichen Geist der klassischen indischen Dichtung herleiten lässt.
Anhand der Dichtung des Brahmanen Murāri – dessen Wirkungszeit zwischen 700 und 950 n. Chr. lag und von dem viele Gedichte zeitgenössisch große Anerkennung und Eingang in die älteste bekannte Anthologie von Sanskrit-Lyrik, den
Subhasitaratnokosa (Versschatzkasten, vor 1100 n. Chr.) fanden –, erläutert Albertine Trutmann Bedeutung und Herausforderungen, Sanskrit-Lyrik ins Deutsche zu übersetzen.

## Die Bhakti-Dichtung des zwölften Jahrhunderts
Im 12. Jahrhundert entwickelte sich der Wirkungsbereich der Bhakti-Bewegung zu einem Nährboden und einer Inspirationsquelle für alle Künste. Bhakti, die liebevolle Hingabe an Gott, war der Weg zur Erlösung. Die strengen Prinzipien des Veda und des Yoga wurden zwar weiterhin akzeptiert, jedoch nicht als der einzige Weg angesehen. Stattdessen war die hingabevolle Verehrung der Herzensgottheit der direkte Weg zur Einheit mit Gott. Diesem wurden die Eigenschaften 'wahr' (satyam), 'gütig' (shivam) und 'schön' (sundaram) zugeschrieben. Die Ästhetisierung des Gottesbegriffes und die Zuschreibung von leicht erfassbaren Eigenschaften machten die Religion stärker zum Teil des volkstümlichen Alltagslebens, Gottesverehrung setzte nun auch Menschen in ihrer eigenen Persönlichkeit in einen direkten Bezug zu Gott. Zum einen also wurde Gott alltäglicher, zum anderen wurde das Alltagsleben gottesnaher, der Verehrer Gottes sah sich Bestandteil eines mythischen Theaters.
Die Einbeziehung einer ästhetischen Dimension machte religiöse Themen auch zum Gegenstand der Künste, somit auch der Dichtung. Als typischer Vertreter der neuen Bhaktidichtung sei hier Jayadeva genannt, der im 12. Jahrhundert als Hofdichter in Bengalen tätig war. Er verfasste das Gitagovinda, in dem von den amurösen Abenteuern Krishnas (Govinda) und der Beziehung zu seiner Geliebten Radha erzählt wird. Das Gitagovinda setzt sich rein formal aus zwölf Gesängen zusammen, ist jedoch darüber hinaus eine Ansammlung bereits populärer Inhalte und Formen: erotische und religiös mystische Elemente (bekannt aus den Tantras), Einflüsse volkstümlicher Traditionen, faszinierende Sprachrhythmik, zahlreiche Reime und Lautmalerei. Nicht zuletzt auch durch den in der Regel musikalischen Vortrag übte das Werk einen starken Einfluss auch auf diejenigen aus, die des Sanskrit nicht mächtig waren. Dies ist bis heute der Fall. Der Handlungskern des Gitagovinda, das Auf-und-Ab der Beziehung zwischen Radha und Krishna, ist immer noch ein beliebtes Motiv in moderner Dichtung, Theater, Musik und Filmschaffen. Ebenso fand das Gitagovinda alsbald einige Nachahmer. Doch auch über die Grenzen Indiens hinaus wirkte das Gitagovinda nachhaltig. So zeigten sich in Europa u. a. William Jones und Goethe von dem Werk beeindruckt.